# كوي صدف
كوي صدف (بالفارسية: کوی صدف) هي قرية تقع في غلستان في إيران. يقدر عدد سكانها بـ 1,712 نسمة .